# Dolichopithecus
Dolichopithecus — вимерлий рід мавп Старого Світу, який мешкав у Європі в пізньому міоцені та пліоцені.

## Опис
Доліхопітек був досить великою мавпою з приблизною вагою 20–30 кг для самців і 12–18 кг для самок; оскільки у більшості мавп самець був би значно більшим за самку.
Доліхопітек мав досить довгий череп із дуже великими іклами у самця, і багато посткраніальних елементів більше збігаються з такими у наземних мавп, як-от бабуїни, ніж у його близьких родичів колобіна. Це включає в себе короткі, міцні фаланги пальців і суглоби, подібні до тих, що є у павіанів. Навколишнє середовище, в якому він міг би жити, було лісовим, тому можна припустити, що доліхопітек блукав лісовою підстилкою.